# Camillina cayman
Camillina cayman Platnick & Shadab, 1982 è un ragno appartenente alla famiglia Gnaphosidae.

## Etimologia
Il nome proprio deriva dal luogo di rinvenimento degli esemplari: le isole Cayman

## Caratteristiche
L'olotipo femminile rinvenuto ha lunghezza totale è di 3,35mm; la lunghezza del cefalotorace è di 1,44mm e la larghezza è di 1,09mm

## Distribuzione
La specie è stata reperita nelle isole Cayman: nei pressi di Spotts Beach, sull'isola Grand Cayman

## Tassonomia
Al 2015 non sono note sottospecie e dal 1982 non sono stati esaminati nuovi esemplari